# Ron Judkins
Ronald "Ron" Judkins est un ingénieur du son américain né en 1953 à Little Rock (Arkansas).

## Filmographie (sélection)
- 1985 : Wanda's Café (Trouble in Mind) d'Alan Rudolph
- 1988 : Invasion Los Angeles (They Live) de John Carpenter
- 1991 : Hook ou la Revanche du capitaine Crochet (Hook) de Steven Spielberg
- 1992 : Toys de Barry Levinson
- 1992 : Héros malgré lui (Hero) de Stephen Frears
- 1993 : La Liste de Schindler (Schindler's List) de Steven Spielberg
- 1993 : Jurassic Park de Steven Spielberg
- 1994 : Miracle sur la 34e rue (Miracle on 34th Street) de Les Mayfield
- 1997 : Amistad de Steven Spielberg
- 1997 : Le Monde perdu : Jurassic Park (The Lost World: Jurassic Park) de Steven Spielberg
- 1998 : Psycho de Gus Van Sant
- 1998 : Il faut sauver le soldat Ryan (Saving Private Ryan) de Steven Spielberg
- 2001 : A.I. Intelligence artificielle (Artificial Intelligence: A.I.) de Steven Spielberg
- 2002 : Arrête-moi si tu peux (Catch Me If You Can) de Steven Spielberg
- 2002 : Minority Report de Steven Spielberg
- 2003 : Peter Pan de Paul John Hogan
- 2004 : Le Terminal (The Terminal) de Steven Spielberg
- 2005 : La Guerre des mondes (War of the Worlds) de Steven Spielberg
- 2008 : Indiana Jones et le Royaume du crâne de cristal (Indiana Jones and the Kingdom of the Crystal Skull) de Steven Spielberg
- 2011 : Les Aventures de Tintin : Le Secret de La Licorne (The Adventures of Tintin: The Secret of the Unicorn) de Steven Spielberg
- 2012 : Lincoln de Steven Spielberg
- 2016 : Le Livre de la jungle (The Jungle Book) de Jon Favreau

## Distinctions

### Récompenses
- Oscar du meilleur mixage de son
  - en 1994 pour Jurassic Park
  - en 1999 pour Il faut sauver le soldat Ryan
- British Academy Film Award du meilleur son
  - en 1999 pour Il faut sauver le soldat Ryan

### Nominations
- Oscar du meilleur mixage de son
  - en 1994 pour La Liste de Schindler
  - en 2006 pour La Guerre des mondes
  - en 2013 pour Lincoln
- British Academy Film Award du meilleur son
  - en 1994 pour Jurassic Park et pour La Liste de Schindler